# Aerodromul Bălți-Singureni
Aerodromul Bălți-Singureni (în rusă Аэродром Бельцы-Сингурены), cunoscut, de asemenea, ca aerodromul „Bălți”, a fost un aerodrom militar care a funcționat în suburbia orașului Bălți, Moldova, la Singureni în anii 1940-1944. Era situat în satul Singureni, la 7,5km nord-vest de la Bălți. A fost principalul aerodrom al regiunii în timpul celui de-al Doilea Război Mondial din Moldova. 